# 모터사이클 제조 회사 목록
본 문서는 각 나라별 오토바이 제조사 및 브랜드를 정리한 문서다.

## 아시아

### 대한민국
- KR모터스
- 대림자동차

### 일본
- 가와사키
- 스즈키
- 야마하
- 혼다

### 대만
- 킴코
- SYM

### 인도
- 마힌드라
- 히어로 모터스
- 바자즈
- 로열 엔필드
- TVS

## 아메리카

### 미국
- 할리데이비슨
- 빅토리
- 인디언
- 팰콘

## 유럽

### 영국
- 트라이엄프

### 독일
- BMW

### 이탈리아
- 두카티
- 모토구찌
- 피아지오
- 베스파
- MV 아구스타
- 아프릴리아
- 베넬리

### 프랑스
- 푸조

### 오스트리아
- KTM

## 같이 보기
- 자동차 제조 회사 목록